# گروه پاریتو
گروه پاریتو (انگلیسی: Pareto Group) شرکت هلدینگ خدمات مالی نروژی است، که در سال ۱۹۸۶ تأسیس شد.